# Un prophète
Un prophète is een Frans-Italiaanse misdaadfilm uit 2009 onder regie van Jacques Audiard. De film werd genomineerd voor onder meer de Oscar en Golden Globe voor beste niet-Engelstalige film. De film won daadwerkelijk meer dan 30 andere prijzen, waaronder een BAFTA Award, een British Independent Film Award, twee European Film Awards en tien Césars.

## Verhaal
Malik El Djebena is een negentienjarige Fransman van Noord-Afrikaanse afkomst. Hij krijgt een gevangenisstraf van zes jaar omdat hij een politieagent aangevallen heeft. Bij binnenkomst blijkt de gevangenispopulatie verdeeld in twee groepen, 'de Arabieren' en de Corsicanen. Laatstgenoemde groep oefent met harde hand macht uit over de rest van de gevangenen en heeft een deel van het gevangenispersoneel in de zak. Vanuit de gevangenis blijven de Corsicanen onder leiding van baas César Luciani ook de organisatie voeren over hun criminele activiteiten in de buitenwereld.
Malik wil zich oorspronkelijk niet bij een groep aansluiten en houdt zich afzijdig. Alleen wanneer Reyeb de gevangenis wordt binnengebracht, dwingt Luciani hem tot een keuze. Reyeb is een sleutelgetuige die voor grote problemen voor de Corsicanen kan zorgen. Malik moet hem vermoorden. Anders gaat hij er zelf aan. Malik probeert er eerst nog onderuit te komen door gevangenispersoneel hierover in te lichten, maar dit komt hem op een pak slaag te staan omdat de corrupte bewaarders aan de kant van de Corsicanen staan. Uiteindelijk doet Malik wat hem gevraagd is en steekt met een scheermes Reyeb in de keel. Vanaf dat moment beschouwt Luciani hem als een Corsicaan en geniet hij zijn bescherming. De meeste andere Corsicanen zien dat anders en tolereren hoogstens zijn aanwezigheid.
Wanneer het grootste deel van de Corsicanen overgeplaatst wordt naar een gevangenis dichter bij huis, benoemt Luciani Malik tot zijn nieuwe rechterhand. Omdat hij inmiddels ook de Corsicaanse taal heeft leren verstaan, kan Malik beide werelden binnen de muren in de gaten houden. Ondanks zijn vermeende aansluiting bij de Corsicanen, blijft het voor Malik duidelijk dat hij alleen trouw aan zichzelf is. Hij houdt beide groepen binnen de muren te vriend. Medegevangene Ryad merkt dat Malik niet kan lezen of schrijven en helpt hem dit te leren. Hij wordt Maliks beste vriend. Ryad wordt vervroegd vrijgelaten wanneer blijkt dat de kanker in zijn teelbal is teruggekeerd en hij nog maar een paar maanden te leven heeft.
Luciani regelt dat Malik bij tijd en wijle een dag met verlof mag. Op deze dagen moet hij zaken in de buitenwereld regelen voor de Corsicanen. Malik gebruikt een deel van zijn tijd buiten de muren niettemin om samen met Ryad een eigen handel op te bouwen en de juiste mensen hiervoor aan zijn kant te krijgen. Samen proberen ze te regelen dat Malik bij zijn vrijkomen een lucratieve toekomst tegemoet gaat en dat Ryads vrouw en kind na zijn onvermijdelijke overlijden goed verzorgd achterblijven. Malik deinst voor niets terug, maar blijft nadenken over welke acties voor hemzelf het beste zullen uitpakken en welke hij daarom beter anders in kan vullen.

## Rolverdeling
| Acteur              | Personage          |
| ------------------- | ------------------ |
| Tahar Rahim         | Malik El Djebena   |
| Niels Arestrup      | César Luciani      |
| Adel Bencherif      | Ryad               |
| Reda Kateb          | Jordi              |
| Hichem Yacoubi      | Reyeb              |
| Jean-Philippe Ricci | Vettori            |
| Gilles Cohen        | Prof               |
| Pierre Leccia       | Sampierro          |
| Antoine Basler      | Pilicci            |
| Foued Nassah        | Antaro             |
| Jean-Emmanuel Pagni | Santi              |
| Frédéric Graziani   | Cipier             |
| Leïla Bekhti        | Djamila            |
| Rabah Loucif        | Advocaat van Malik |
| Slimane Dazi        | Lattrache          |